# ギャッラルブルー
ギャッラルブルー（古ノルド語: Gjallarbrú）とは、北欧神話に登場する橋である。
名前は、「ギョッル川にかかる橋」を意味している。
日本語訳では、ギョッル橋や、ギョル橋、ギャラールの橋、ギャッラル橋の表記もみられる。
この橋は『スノッリのエッダ』第一部『ギュルヴィたぶらかし』第49章によれば、ヘルヘイムに行くために渡らなければならない、冥界を流れるギョッル川にかかっている橋である。
橋は、ヘルモーズが死者の世界から死した神、バルドルを連れ戻すべく派遣された経緯を伝える物語の中で最も目立つ、「輝く金葺き」で覆われた外観だと描写されている。
ヘルモーズが橋に到着すると、彼に橋を渡ることを許す前に彼の名と用向きを言うように要求する巨人の少女、モーズグズによって呼び止められた。